# Lakier hybrydowy

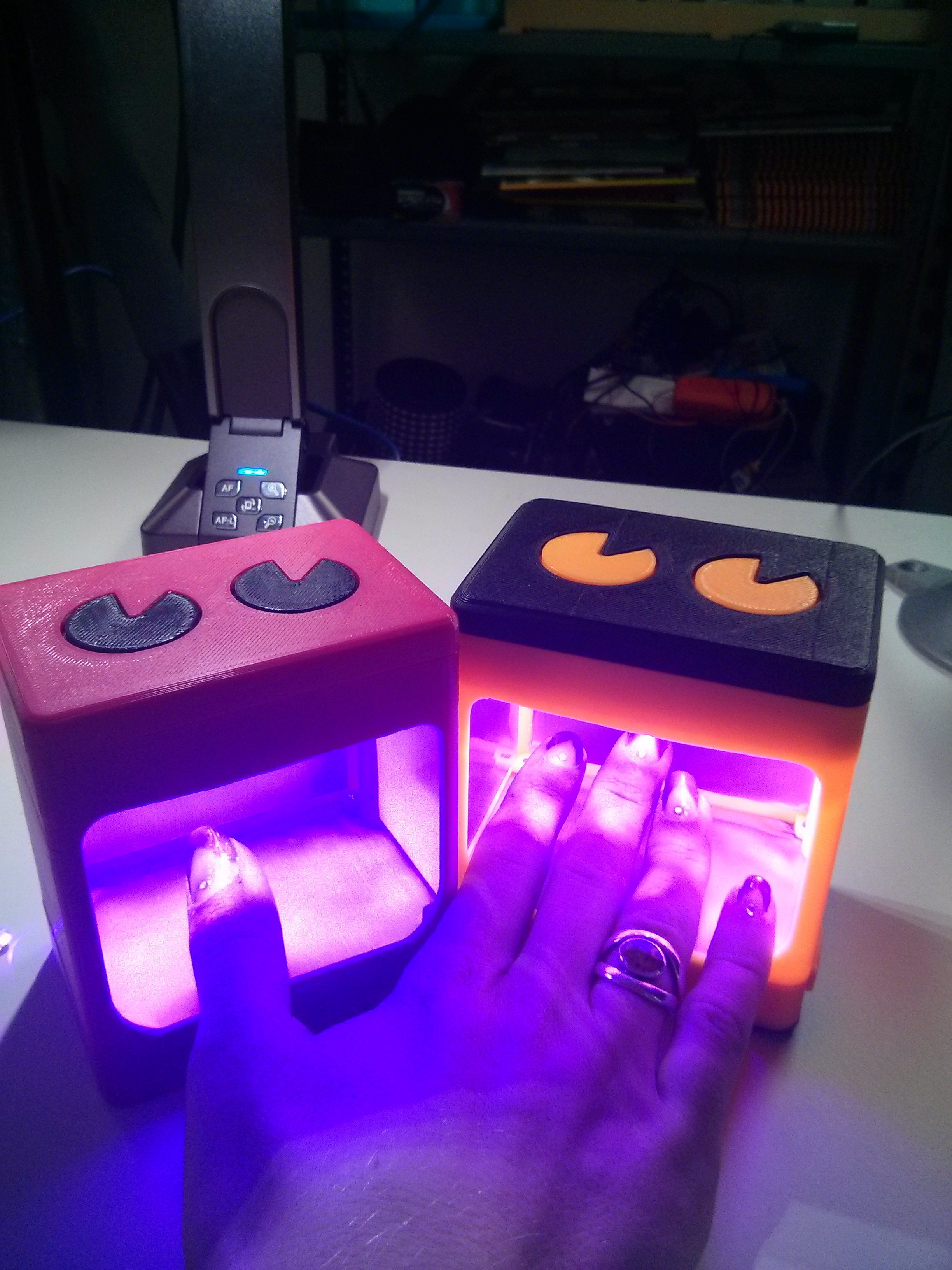
Utrwalanie lakieru na paznokciach za pomocą specjalnych lamp UV, fot. 2014 r.

Lakier hybrydowy – polimerowa odmiana lakieru do paznokci, która charakteryzuje się wysokim poziomem trwałości i intensywnością barw, co uzyskuje się za pomocą bardzo mocnej pigmentacji produktu. Nie zawiera rozpuszczalników, jego utwardzanie polega na zamianie konsystencji płynnej na stałą za pomocą katalizatorów stymulowanych światłem lampy UV lub LED.  
Lakier hybrydowy należy utwardzać pod lampą UV lub UV LED (długość czasu utwardzania zależna jest od mocy lampy), a jego nałożenie na płytkę paznokcia powinna poprzedzić aplikacja lakieru hybrydowego podkładowego – bazy UV. Stylizacja wymaga również nałożenia błyszczącego lub matującego topu – warstwy, która zabezpieczy trwałość. 
Lampa UV to klasyczna wersja lamp do utwardzania. Oprócz lakierów hybrydowych utwardza również żel (np. taki do przedłużenia płytki paznokcia). Lampa UV potrzebuje żarówek, które powinny być wymieniane co 3-6 miesięcy. Lampa LED posiada wbudowane diody LED, które są niewymienne, działają do kilku lat.  
Manicure hybrydowy można wykonywać w profesjonalnym salonie kosmetycznym, jak również w domu. Stworzenie stylizacji wymaga podstawowych umiejętności manualnych, a sama aplikacja produktu jest stosunkowo prosta. By usunąć lakier hybrydowy z płytki paznokcia, należy użyć do tego specjalnych preparatów.  
W manicure hybrydowym, prócz prostych stylizacji jednokolorowych, możliwe jest tworzenie skomplikowanych zdobień. Wyróżnia się szereg technik zdobniczych, a wiele z nich stanowi przedmiot mistrzostw zarówno na poziomie krajowym, jak i europejskim oraz światowym. 
Poprawnie nałożony manicure hybrydowy może utrzymywać się na płytce paznokcia do 3 tygodni.
Istnieją przeciwwskazania do wykonania manicure hybrydowego, a ich nieprzestrzeganie może prowadzić do komplikacji i chorób paznokci i dłoni, a także do zwiększenia prawdopodobieństwa wystąpienia zakażenia czy infekcji. Lakierów hybrydowych nie powinni używać m.in. osoby uczulone na którykolwiek składnik lakieru, osoby chorujące na drożdżycę, grzybicę, osoby posiadające kurzajki i brodawki wokół paznokci, a także osoby ze stanem zapalnym, infekcją lub zakażeniem bakteryjnym.

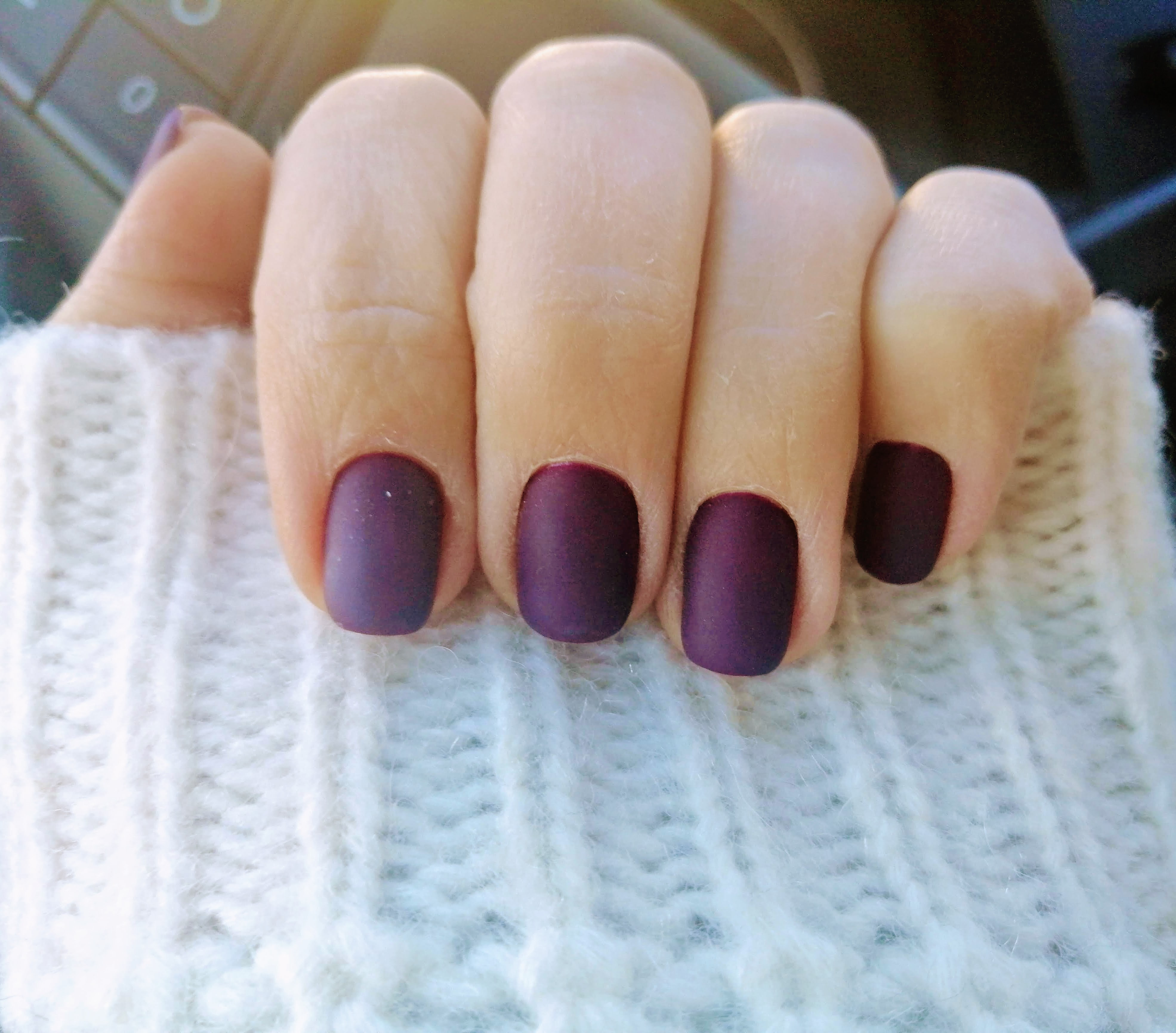
Matowe paznokcie hybrydowe